# Luis Blanc
Luis Blanc y Navarro (Barbastro, 1834-La Almunia de Doña Godina, 1887) fue un periodista, político, dramaturgo y publicista español.

## Biografía
Nacido en la localidad oscense de Barbastro en 1834, quedó pronto huérfano. Estuvo implicado desde joven en actividades revolucionarias,  en Madrid y Barcelona, llegando a militar en los carbonarios. De ideología republicana, fue redactor en 1866 de El Ancora Profesional y director en 1867 de El Relámpago y El Puñal y la Hoguera, periódicos clandestinos por los cuales fue condenado a prisión. Estuvo igualmente implicado en la sublevación del cuartel de San Gil de 1866, por lo que recibió una condena a muerte luego rebajada a cárcel. Fue asimismo autor de obras teatrales como El cantor del pueblo (1863), La quiebra de un banquero (1864), Bernardo el calesero (1866), Romper cadenas (1873) -de temática abolicionista- y El sorteo (1874).
Recobrada la libertad unos días antes del triunfo de la Revolución de 1868, se encontraba en el Santuario de Misericordia de Borja cuando le llegaron las noticias. Se sumó a la Junta Revolucionaria local, siendo nombrado “Hijo Adoptivo de Borja”. Fue diputado a Cortes por los distritos electorales de Huesca (1869-1871) y Barbastro (1871-1872, 1872-1873 y 1873-1874) y director de los periódicos La República Federal (1870) y La España Federal (1873). En 1873, durante la revolución cantonal, fue uno de los propulsores del efímero cantón de Barbastro.
Tras el final del Sexenio Democrático en 1874 y el advenimiento de la Restauración borbónica en España, se retiró de la vida política. Al ocurrir su fallecimiento, en octubre de 1887, en la localidad zaragozana de La Almunia de Doña Godina, llevaba algunos años apartado del periodismo y dirigiendo una compañía dramática infantil. En palabras de Francisco Flores García, sus obras de teatro «valían muy poco».